# Gleißental

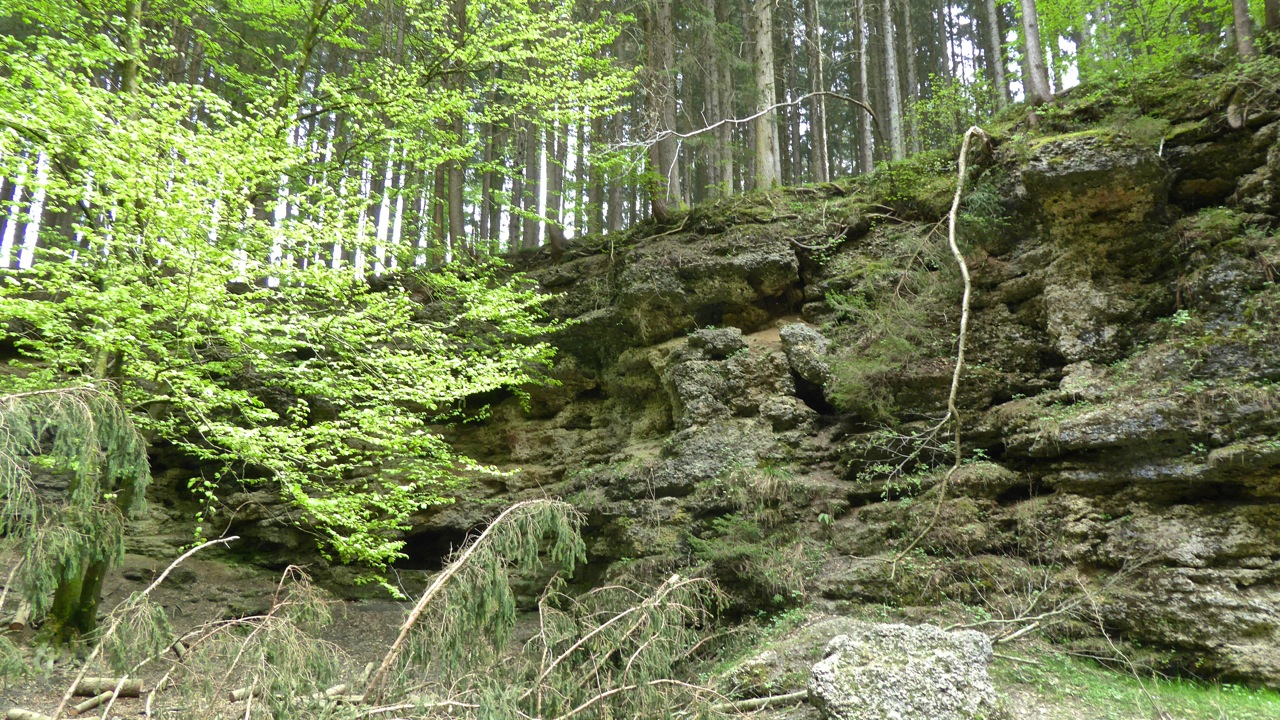
Nagelfluhfelsen im Gleißental bei Deisenhofen

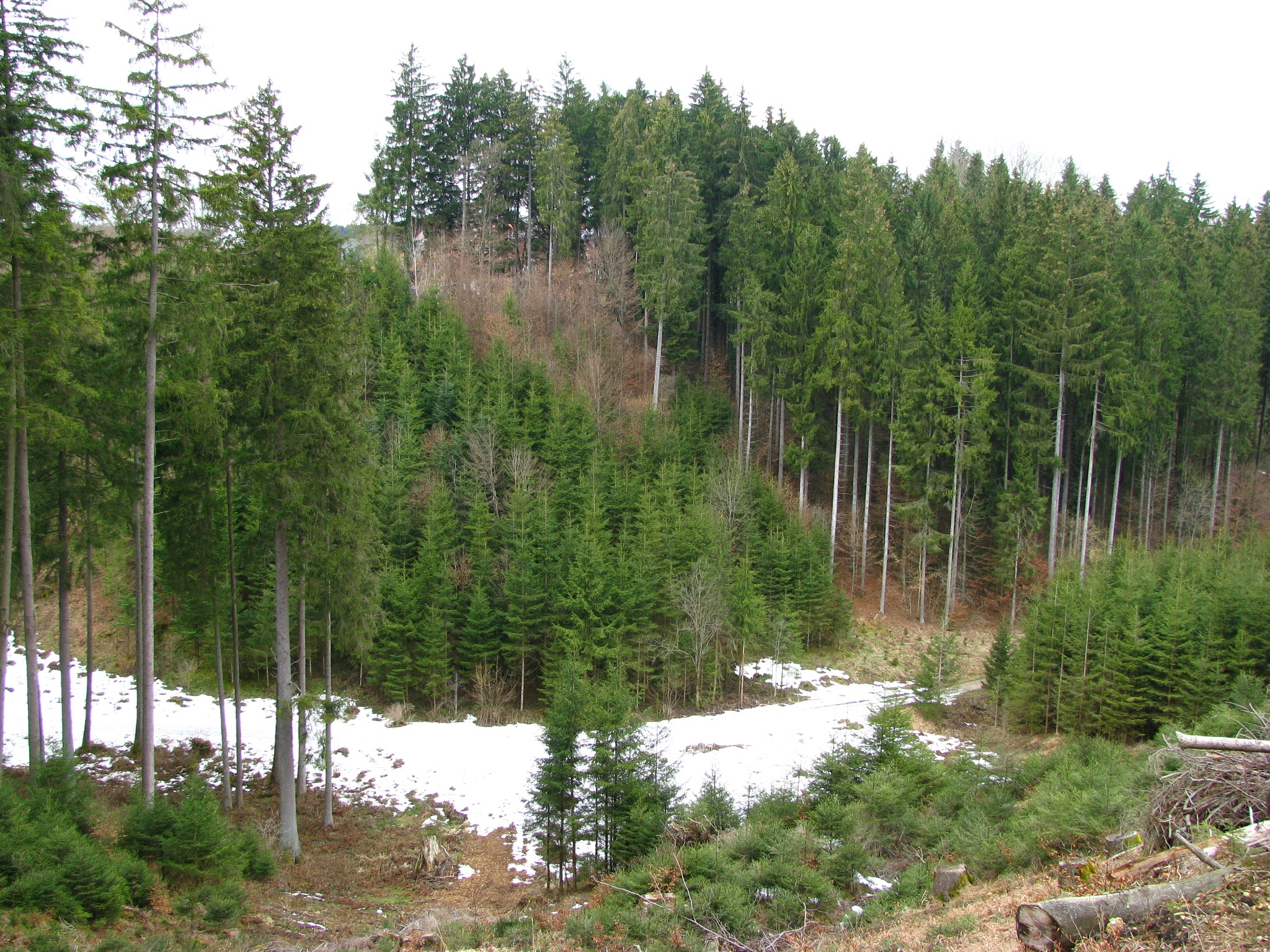
Gleißental bei Ödenpullach

Verlauf auf einer Karte von 1875–77

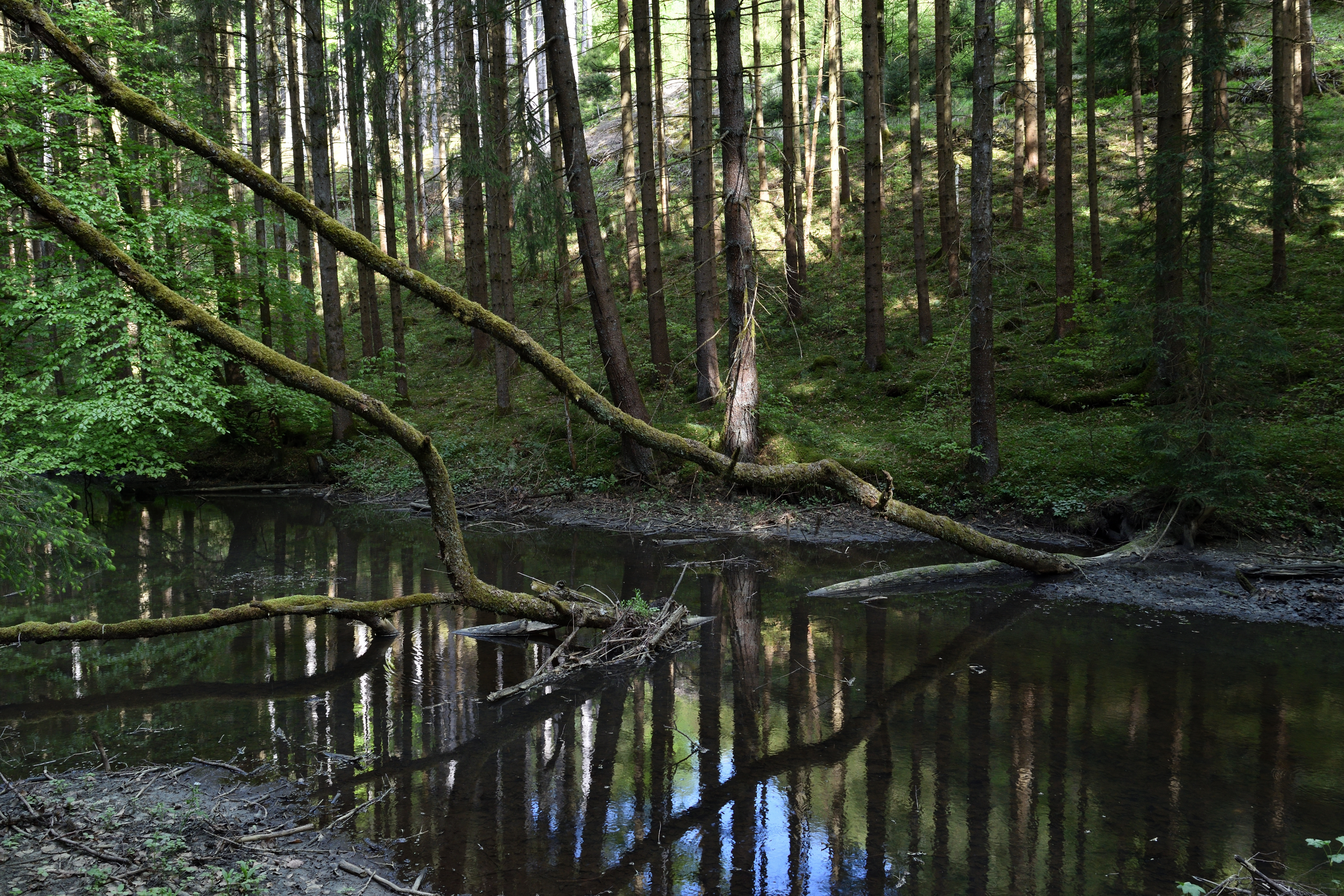
Gleißenbach nahe Deininger Weiher

Das Gleißental ist ein etwas über acht Kilometer langer und um die 25 Meter tiefer Geländeeinschnitt im Landkreis München. Das Trockental reicht vom Deininger Weiher im Süden bis zum Oberhachinger Ortsteil Deisenhofen im Norden. Dort geht es in das Tal des Hachinger Bachs über. Der Deininger Weiher, der auch mit Gleißentalweiher bezeichnet wird, hat als Abfluss den Gleißenbach, welcher zunächst in das Gleißental eintritt, aber schon nach wenigen hundert Metern versickert.
Beiderseits des Tales liegen mehrere Viereckschanzen der Kelten. In der Geländerinne finden sich geologische Merkmale wie Nagelfluhvorkommen und Aufschlüsse bis in das Tertiär. 264 Hektar Fläche im südlichen Gleißental sind als Landschaftsschutzgebiet ausgewiesen.

## Entstehung
Das Gleißental entstand gegen Ende der Würmkaltzeit, also etwa vor 20.000 bis 14.000 Jahren infolge des Abflusses des Schmelzwassers des Isar-Loisach-Gletschers. Das Tal ist eine glaziale Abflussrinne des damaligen Eglinger Gletscherfingers, der wiederum aus dem Wolfratshausener Glazialbecken stammte. Der heutige Abfluss des Deininger Weihers war das einstige Gletschertor des Wolfratshausener Glazialbeckens und markiert heute den Beginn des Tals.

## Geotop
Das Gleißental ist vom Bayerischen Landesamt für Umwelt als Geotop (184R002) ausgewiesen.

## Varia
- Vermutlich im Jahr 1868 besuchte der Maler Carl Spitzweg das Gleißental und ließ sich zu seinem Gemälde Rast des Malers inspirieren.[3]
- 1958 fanden im Gleißental Dreharbeiten zum Kinofilm Das Wirtshaus im Spessart statt. Der Steinbruch wurde zum Räuberlager.[3]